# Бондаренко, Иван Петрович (директор завода)
Иван Петрович Бондаренко (1894—1938) — директор Харьковского паровозостроительного завода имени Коминтерна (1933—1938), участник создания танка Т-34.
Родился в семье рабочего-металлурга. Учился в школе при Енакиевском металлургическом заводе. В 1914 году окончил с золотой медалью Изюмское реальное училище и поступил в Харьковский технологический институт. Осенью 1916 года отчислен за революционную деятельность.
Член РСДРП(б) с 1916 года. Участник установления советской власти в Енакиево. В октябре 1917 года горкомитет РСДРП(б) поручает ему осуществлять партийное руководство отрядами Красной гвардии города. В марте 1918 представлял Енакиевскую парторганизацию на 7 съезде РКП(б). При занятии территории Донбасса, согласно условиям Брестского мира войсками кайзеровской Германии и войсками УНР Бондаренко уходит в подполье. В 1920—1922 заместитель председателя Юзовского районного управления Центрального правления каменноугольной промышленности. Осенью 1922 года направлен в ХТИ для продолжения учебы. Окончил Харьковский технологический институт в 1925 году.
Работал на Харьковском паровозостроительном заводе имени Коминтерна: мастер мартеновского цеха, старший мастер плавильного отделения мартеновского цеха (1926), заместитель начальника цеха по производству (1927), начальник объединенного сталелитейного цеха (1928), главный металлург (1930), главный инженер (1931), с 1 января 1934 г. директор. Участник разработки танкового дизеля В-2 и танка Т-34.
26 января—10 февраля 1934 года делегат XVII съезда ВКП(б).
26 марта 1935 года «За выдающиеся в деле создания новых мощных современных конструкций машин» награждён орденом Ленина.
С июня 1937 г. кандидат в члены ЦК КП Украины.
25 мая 1938 года арестован. 28 июля того же года Военная Коллегия Верховного Суда СССР приговорила его к расстрелу. Приговор приведён в исполнение в тот же день.
Реабилитирован 14 марта 1956 года.

## Комментарии
1. ↑  По другим сведениям член РСДРП(б) с сентября 1917 года[1].